# 小行星1278
小行星1278（1278 Kenya）是一颗围绕太阳公转的小行星。1933年6月15日，西里爾·傑克遜在约翰内斯堡发现了此天体。
該小行星以非洲國家肯亞命名。
这颗小行星的绝对星等为238.755014196331等。